# Hrísztosz Karkamánisz
Hrísztosz Karkamánisz (görögül: Χρήστος Καρκαμάνης; Szaloniki, 1969. szeptember 22. –) görög válogatott labdarúgókapus.

## Pályafutása

### Klubcsapatban
1987 és 1997 között az Árisz Szaloniki kapusa volt. 1997 és 1999 között az Iraklísz kapuját védte. Később játszott még az Edesszaikósz (1999–2000), a Tríkala (2000–02), a Kozáni (2002–03), a Poszeidón Néon Póron (2003–04) és az Olimbiakósz Vólu (2004–06) csapatában.  

### A válogatottban
1992 és 1995 között 10 alkalommal szerepelt a görög válogatottban. Részt vett az 1994-es világbajnokságon.

## Külső hivatkozások
- Hrísztosz Karkamánisz adatlapja a National-Football-Teams.com oldalon (angolul)

- Hrísztosz Karkamánisz (angol nyelven). FootballDatabase.eu
- Hrísztosz Karkamánisz (német nyelven). eu-football.info
- Hrísztosz Karkamánisz (német nyelven). kicker.de
- Hrísztosz Karkamánisz adatlapja a worldfootball.net oldalon (angolul)